# Tohva állomás
Tohva (Dohwa) állomás a szöuli metró 1-es vonalának állomása Incshon (Incheon) város Nam-ku (Nam-gu) kerületében. 2001-ben nyitották meg.

## Viszonylatok
| 1-es vonal                            | 1-es vonal                                                                         | 1-es vonal                                 |
| ------------------------------------- | ---------------------------------------------------------------------------------- | ------------------------------------------ |
| Csuan (Juan) Szojoszan (Soyosan) felé | Kjongin (Gyeongin) szakasz személyvonat Kjongvon (Gyeongwon) szakasz expresszvonat | Csemulpho (Jemulpo) Incshon (Incheon) felé |